# Tipula (Lunatipula) kirkwoodiana
Tipula (Lunatipula) kirkwoodiana is een tweevleugelige uit de familie langpootmuggen (Tipulidae). De soort komt voor in het Nearctisch gebied.